# ماگی (بازیگر)
ماگی (انگلیسی: Magy؛ زادهٔ ۱۲ مهٔ ۱۹۷۳) بازیگر، فیلم‌نامه‌نویس، و شخصیت‌های تلویزیونی در ژاپن اهل ژاپن است.
از فیلم‌ها یا برنامه‌های تلویزیونی که وی در آن نقش داشته‌است می‌توان به ترانهای به خورشید، غروب جاودان محله سوم اشاره کرد.